# Viaggio a Deltora
Viaggio a Deltora (Tales of Deltora) è un romanzo fantasy per ragazzi che comprende i primi quattro libri della scrittrice australiana Jennifer Rowe. Come per altre opere per ragazzi della Rowe, il libro è stato pubblicato dalla scrittrice sotto lo pseudonimo di Emily Rodda.

## Trama
Lief, il figlio sedicenne del fabbro di Del, il gigantesco Barda, ex-guardia di palazzo, e Jasmine, una ragazza cresciuta nelle Foreste del Silenzio, dovranno percorrere tutto il regno di Deltora per recuperare le sette pietre della cintura magica indossata dai re, che sono state nascoste dal malvagio Signore dell'Ombra dopo che egli si è impossessato del trono, nei luoghi più desolati e pericolosi del regno. I tre amici dovranno affrontare pericolosi nemici e sconfiggerli per ottenere le prime quattro pietre: il topazio, il rubino, l'opale e il lapislazzuli.

## Edizioni
- Emily Rodda, Viaggio a Deltora, collana Il battello a vapore, traduzione di Giancarlo Carlotti, Piemme, 2006,  p. 520, ISBN 88-384-6871-0.